# Catedral de Nuestra Señora de las Gracias (Koupéla)
La Catedral de Nuestra Señora de las Gracias (en francés: Cathédrale Notre-Dame des Grâces) también llamado simplemente Catedral de Koupéla es el nombre que recibe un edificio religioso que pertenece a la Iglesia católica y se localiza en Koupéla en el departamento de Koupéla, el segundo más poblado de la Provincia de Kouritenga, en el país africano de Burkina Faso.
Allí funciona la sede de la Diócesis de Koupéla (Archidiocèse de Koupéla o bien en latín: Archidioecesis Kupelaënsis), la Sede metropolitana para la provincia eclesiástica de Koupéla.